# Liste der Naturschutzgebiete in Bielefeld
Die Liste der Naturschutzgebiete in Bielefeld enthält die Naturschutzgebiete der kreisfreien Stadt Bielefeld in Nordrhein-Westfalen.
In Bielefeld, Ostwestfalen, gibt es 39 Naturschutzgebiete (7,5 Prozent des Stadtgebietes). Den höchsten Flächenanteil hat der Teutoburger Wald. Größere geschützte Flächen liegen besonders in den angrenzenden Gebieten von kleinen Bachläufen und in Teilen der Senne.

## Liste
| Schlüsselnr. | Gebietsname | Fläche in ha | Bild                                 |
| ------------ | --- | ------------ | ------------------------------------ |
| BI-001       | Östlicher Teutoburger Wald (LP BI-West)                                                                                      | 403,3820     |                                      |
| BI-002       | Behrendsgrund | 45,0029      |                                      |
| BI-003       | Östlicher Teutoburger Wald (LP BI-Senne)                                                                                     | 542,3261     |                                      |
| BI-009       | Deterings Wiesen | 12,2368      |                                      |
| BI-010       | Reiher- und Röhrbach (Grünland)                                                                                              | 122,5263     |                                      |
| BI-011       | Menkhauser Bachtal (BI) (Bachtal mit Erlen- und Eschenwald)                                                                  | 36,3416      |                                      |
| BI-012       | Erlenbruch am Südwestfeld | 3,6163       |                                      |
| BI-013       | Hasselbachaue | 51,6843      |                                      |
| BI-014       | Sprungbach Oberlauf | 7,4566       |                                      |
| BI-015       | Großer Bruch am Wellbach | 37,0961      |                                      |
| BI-016       | Eichen-Hainbuchenwald am Hövingsfeld                                                                                         | 36,4632      |                                      |
| BI-017       | Töpker Teich | 14,2777      |                                      |
| BI-018       | Windweheniederung | 29,5150      |                                      |
| BI-019       | Feuchtgebiet bei Meyer zu Stieghorst                                                                                         | 3,9738       | Feuchtgebiet bei Meyer zu Stieghorst |
| BI-020       | Ubbedisser Berg | 22,6835      |                                      |
| BI-021       | Ehemaliges Gipsabbaugebiet                                                                                                   | 14,2599      |                                      |
| BI-022       | Quellen und Bäche im Karstareal                                                                                              | 21,9192      |                                      |
| BI-023       | Erlen- und Birkenbruch am Südwestfeld                                                                                        | 4,2488       |                                      |
| BI-024       | Schwarzes Venn | 5,8694       |                                      |
| BI-025       | Feuchtwiesen Röhrmann | 0,2334       |                                      |
| BI-026       | Kampeters Kolk (ehemals nährstoffarmer Heideweiher unweit der Grundheider Schule. Bereits 1932 als Naturdenkmal ausgewiesen) | 2,0008       |                                      |
| BI-027       | Östlicher Teutoburger Wald (LP Bielefeld-Ost)                                                                                | 59,2086      |                                      |
| BI-028       | Südkamp | 9,5414       |                                      |
| BI-029       | Markengrund | 30,9987      |                                      |
| BI-030       | Sprungbach-Mittellauf | 12,6697      |                                      |
| BI-031       | Esselhofer Bruch | 8,1405       |                                      |
| BI-032       | Eichen-Buchenwald Strothbach                                                                                                 | 2,5919       |                                      |
| BI-033       | Auf dem Kort | 7,0847       |                                      |
| BI-034       | Beckendorfer Mühlenbachtal                                                                                                   | 125,4825     |                                      |
| BI-035       | Deppendorfer Wiesen | 12,4591      |                                      |
| BI-036       | Moorbachtal | 54,2534      |                                      |
| BI-037       | Jammertal | 3,6633       |                                      |
| BI-038       | Schwarzbachtal | 36,4385      |                                      |
| BI-039       | Mühlenmasch (Bachaue, Grünland, feuchter Eichen- und Buchenwald)                                                             | 40,2168      |                                      |
| BI-040       | Dankmasch | 5,2977       | Dankmasch                            |
| BI-041       | Mittleres Johannisbachtal | 17,5957      | Mittleres Johannisbachtal            |
| BI-042       | Krebsbach- und Horstbachtal                                                                                                  | 60,8164      |                                      |
| BI-043       | Oberes Johannisbachtal mit Nebentälern (Grünland, Kleingewässer, Erlen- und Eschenwald)                                      | 33,4091      |                                      |
| BI-047       | Schunkenteich | 14,3732      |                                      |
| BI-048       | Rieselfelder Windel | 102          |                                      |